# Hicham Mahdoufi
Hicham Mahdoufi (en árabe: هِشَام مَهْدُوفِيّ; Khouribga, 5 de agosto de 1983) es un futbolista marroquí. Juega de defensa y su actual equipo es el Raja Casablanca de la Botola de Marruecos.

## Trayectoria
En el verano de 2007, Mahdoufi fue observado por varios clubes europeos antes de optar por el Dinamo de Kiev. Después de jugar varios juegos en el equipo de reserva, Mahdoufi no pudo conseguir su lugar al primer equipo y ha sido cedido a finales de agosto a las Metalist Járkov antes de unirse al Olympique Khouribga en el 2008.
En 2010, Hicham Mahdoufi firmar por el Raja de Casablanca.

### En la Selección Nacional
Mahdoufi comenzó su carrera internacional en enero de 2006, cuando Mhamed Fakhir condujo al equipo nacional, Mahdoufi poco a poco se ganó la confianza de Fakhir que tiene la tenencia en el lateral izquierdo.
Anotó su primer gol con la selección nacional de 15 de noviembre de 2006 contra Gabón (6-0). Pero después de la salida de Mhamed Fakhir, Mahdoufi ya no se llama a la selección nacional.
Mahdoufi hizo su regreso a la selección nacional como titular en septiembre del juego 6, 2009 Togo y Marruecos de contabilidad para las eliminatorias para la Copa del Mundo de 2010.
El próximo partido es contra Mahdoufi de Gabón, Libreville, 10 de octubre de 2009, cuando Marruecos perdió 1-3.
Cuenta con 17 partidos internacionales.

## Selección nacional
Ha sido internacional con la Selección de fútbol de Marruecos,ha jugado 21 partidos internacionales y ha anotado 1 gol.

### Participaciones Internacionales
| Torneo                            | Sede  | Resultado    |
| --------------------------------- | ----- | ------------ |
| Copa Africana de Naciones de 2008 | Ghana | Primera fase |

## Clubes
| Club                | País      | Año       |
| ------------------- | --------- | --------- |
| Olympique Khouribga | Marruecos | 2004-2007 |
| Dinamo de Kiev      | Ucrania   | 2007      |
| Metalist Járkov     | Ucrania   | 2007-2008 |
| Olympique Khouribga | Marruecos | 2008-2009 |
| Grenoble Foot       | Francia   | 2009-2010 |
| Raja Casablanca     | Marruecos | 2010-     |